# 福岡市立青葉中学校

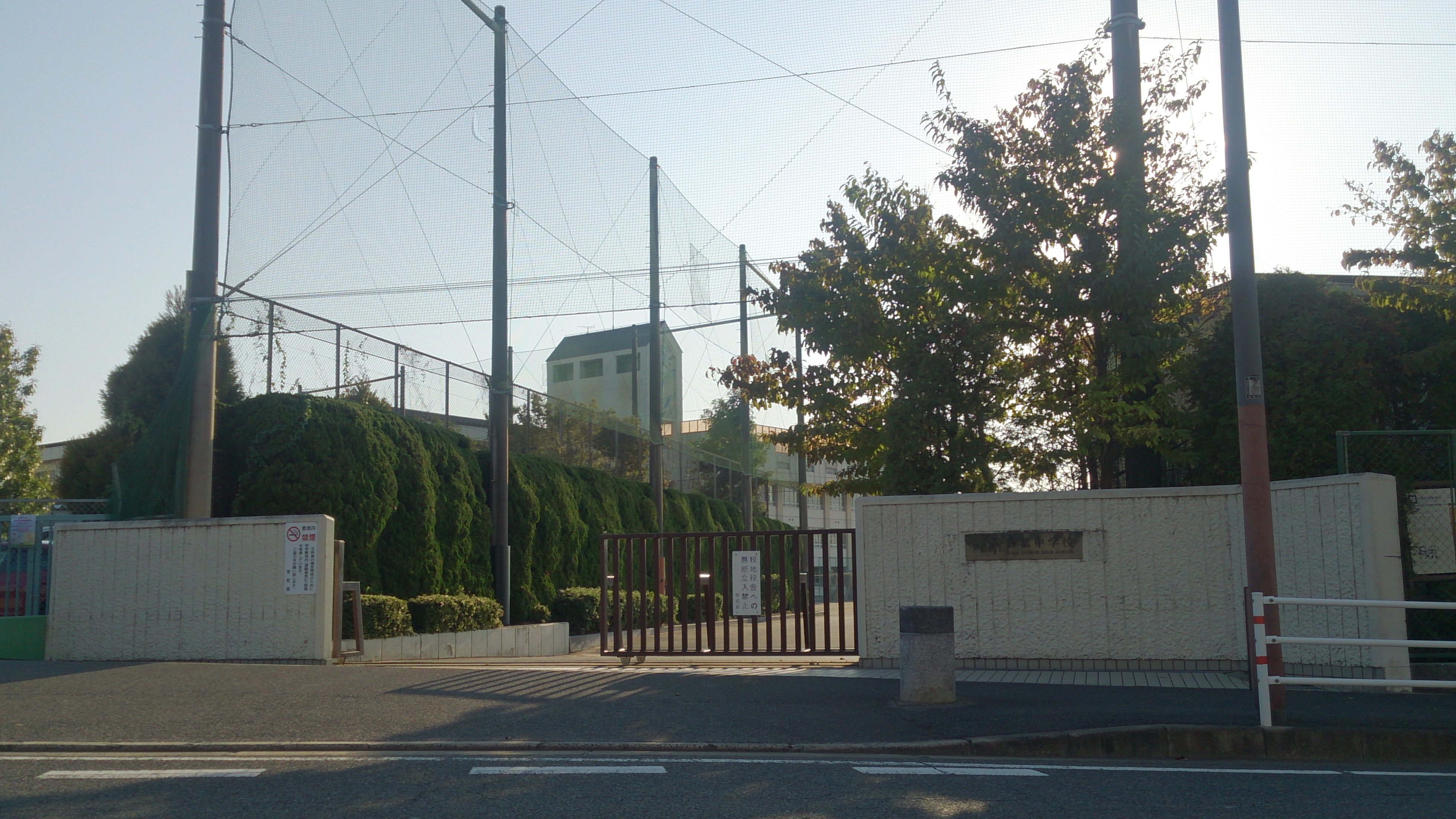
北門

福岡市立青葉中学校（ふくおかしりつあおばちゅうがっこう）は、福岡県福岡市東区青葉にある公立中学校で、略称は「青中（せいちゅう）」または「青葉中（あおばちゅう）」、「青葉（あおば）」。平成19年度4月現在の在籍生徒数は13学級、男子229名、女子220名の計449名。青葉小学校の生徒のみが進学する一小一中の中学校となっている。

## 校訓
「崇きをめざせ」
- 生きる目標を求め、自己表現に努めよう。
- 心情を培い、心豊かな人間になろう。
- 意志を鍛え、たくましい実践力を身につけよう。

## 沿革
- 1990年 - 福岡市立青葉中学校創立（多々良中央中学校より分離）、校歌制定 作詞 舩越圭一 作曲 馬頭徹夫
- 1992年 - 文部省「学校週五日制調査研究協力校」を指定を受ける
- 1994年 - 文部省「学校週五日制調査研究協力校」の指定を1年間継続
- 2002年 - スクールカウンセラーを開設
- 2009年 - KBCラジオ番組の取材を受ける
- 2011年 - パソコン室を設置
- 2019年 - 制服を学ラン、セーラー男女で差のないブレザーに変更
- 2020年 - 創立30周年記念行事
- 2021年 - 視聴覚室を設置
- 2023年 - ICT専門委員会を廃止

## 学校行事

### 体育大会
赤・青に分かれて、両チーム勝利を目指す。両ブロックは1年、2年、3年、各2クラスの6クラスからなり、1、2年は1クラス4名（男子2名、女子2名）、3年は1クラス6名(男女何人という決まりはない)のブロックリーダーが置かれる。

### 合唱コンクール
各学年ごとに、金賞・銀賞を設定。クラス対抗で賞の獲得を目指す。課題曲と自由曲が設定されている。

### 修学旅行
例年京都、大阪などの関西地方を訪問する。

### 立志式
二年生のみが行う。自分のこれからの意思表示や心ざきを生徒、保護者の前で発表する。

## 生徒会活動
2009年1月19日、KBCラジオの『ベロベロバー』内の「オープンキョンパス」にて生徒会が取り上げられた

### 生徒会役員会
会長1名、副会長2名、書記2名、各専門委員長、各副専門委員長の計17名で活動している。

### 専門委員会
- 学級委員会 - 生徒会3役にて運営
- 学習専門委員会
- 給食専門委員会
- 生活専門委員会
- 整美専門委員会
- 文化専門委員会
- 保体専門委員会
- ※ICT委員会は福岡市教育委員会の都合により文化委員会に吸収合併された

## 部活動
運動部9部と文化部3部の計12部で構成される。

### 運動部
- 軟式野球部
- サッカー部
- 男子バスケットボール部
- 卓球部
- 剣道部
- ソフトテニス部
- 女子バレーボール部

### 文化部
- 放送部
- 美術部
- 吹奏楽部

## 通学区域
東区青葉・みどりが丘全域。小学校は青葉小学校校区。

## 周辺
東区の閑静な住宅街に所在する。学校のすぐ隣には福岡市立青葉小学校、福岡市立東福岡特別支援学校があり、頻繁に交流を行う。

## 交通
- 最寄のバス停 - 西鉄バスの27B路線 「青葉小学校前」下車。徒歩1分
- 最寄りの駅 - JR香椎線舞松原駅より徒歩8分

## 主な出身者
- 定岡卓摩 （プロ野球選手）